# Gelanor consequus
Gelanor consequus är en spindelart som beskrevs av O. Pickard-Cambridge 1902. Gelanor consequus ingår i släktet Gelanor och familjen kaparspindlar.
Artens utbredningsområde är Panama. Inga underarter finns listade i Catalogue of Life.